# پاول وین‌اشتاین
پاول وین‌اشتاین (آلمانی: Paul Weinstein; ۵ آوریل ۱۸۷۸ – ۱۶ اوت ۱۹۶۴) ورزشکار پرش ارتفاع اهل آلمان بود.